# Spread Group
Spread Group (nom d’usage pour désigner sprd.net AG) est la marque ombrelle de cinq plateformes d’e-commerce dont les sièges sont situés à Leipzig (Allemagne) et Greensburg (États-Unis) avec des sites de production à Legnica (Pologne), Krupka (Tchéquie) et Henderson (États-Unis). Fondée en 2002 sous l'appellation Spreadshirt, elle forme à présent un groupe comprenant les unités commerciales : Spreadshirt Personnalisation, Spreadshirt Marketplaces, Spreadshop, TeamShirts et SPOD (Spreadshirt Print-on-Demand).
Toutes les activités commerciales s’effectuent sur Internet : les clients importent leurs designs, logos, etc. sur la plateforme et les utilisent pour créer des produits, tandis que Spread Group s'occupe de les commercialiser.

## Historique
Spreadshirt est créée en 2001 par Lukasz Gadowski et Matthias Spieß L'ancien directeur général, Michael Petersen, rejoint la société en tant qu'associé au cours de l'été 2004. En 2006, le type de société change, passant d'une GmbH (société à responsabilité limitée) à une AG (société anonyme).
Le siège de Spreadshirt se situe à Leipzig dans le quartier de Plagwitz. Il existe en outre des bureaux et sites à Berlin (Allemagne) et Legnica (Pologne). Un cinquième site de production voit le jour en 2015 à Krupka, qui vient s'ajouter à ceux de Leipzig, Legnica et aux deux succursales américaines de Greensburg et d’Henderson. 
En juillet 2006, la société de capital-risque Accel Partners, basée à Londres, investit dans Spreadshirt. Une partie de l'argent est utilisée pour acquérir la société française laFraise. La société laFraise ferme en juillet 2014 .
Le 1er août 2007, Lukasz Gadowski quitte son poste de Président du conseil d'administration et est remplacé par Jana Eggers jusqu'en novembre 2010.
Le 7 janvier 2016, Spread Group décide de fermer le site de production de Leipzig. Les 26 employés de Spreadshirt Manufacturing Deutschland GmbH sont licenciés. Après de brèves négociations, Spread Group revient sur sa décision et relance ainsi sa production sur place.